# Kuala Lumpur City Football Club
Maillots
Le Kuala Lumpur City Football Club est un club malaisien de football fondé en 1974 et basé à Kuala Lumpur.

## Palmarès
- Championnat de Malaisie (2)
  - Champion : 1986 et 1988
  - Vice-champion : 1982, 1987 et 1989

- Coupe de Malaisie (4)
  - Vainqueur : 1987, 1988, 1989 et 2021
  - Finaliste : 1985

- Coupe de la Fédération de Malaisie (3)
  - Vainqueur : 1993, 1994 et 1999
  - Finaliste : 1992 et 2023

- Supercoupe de Malaisie (3)
  - Vainqueur : 1988, 1995, 2000
  - Finaliste : 1987, 1989, 1990, 1994 et 2023

- Coupe de l'AFC
  - Finaliste : 2022